# Cat Hulbert
Cathy "Cat" Hulbert (1950 – 2022) foi uma jogadora profissional americana. Ela foi uma das primeiras contadoras de cartas profissionais do mundo. A revista Card Player a nomeou uma das melhores jogadoras de sete cartas do mundo, em 1996.

## Biografia
Cathy Hulbert nasceu em 1950, uma dos seis filhos de um caminhoneiro e de uma enfermeira. Ela deixou a escola aos 15 anos e fez faculdade. Seu interesse por jogos de azar começou ao investigar a indústria como assistente do líder da minoria do Senado do Estado de Nova York. Ela fez um curso de negociação de blackjack e, em 1977, aos 25 anos, mudou-se para Las Vegas.
Cathy tornou-se uma das primeiras contadoras de cartas profissionais, membro da equipe da Tchecoslováquia e companheira de Ken Uston. Ela então passou para o 7-card stud e namorou David Heyden. Ela deu aulas de pôquer para mulheres. Certa vez, Cathy Hulbert empregou pessoas com mais de setenta anos para jogar caça-níqueis de cassino para ela.

## Prêmios
- 1996 - uma das melhores jogadoras de 7-card stud do mundo, da revista Card Player, sendo a única mulher na lista.[6]

- 2016 - uma das 100 mulheres da BBC.[7]
- a melhor jogadora do planeta, pela Game Show Network.[2]

## Vida pessoal
Cathy Hulbert foi diagnosticada com transtorno bipolar em 1990. Ela foi casada duas vezes, ambos os casamentos terminando em divórcio. Desde sua luta contra o câncer, ela se aposentou como jogadora e trabalhou como consultora de cassino online. Ela faleceu em 20 de setembro de 2022, vítima do câncer.